# Esculina
La esculina es un glucósido tóxico que se encuentra en el fruto del castaño de Indias (Aesculus hippocastanum) y en el Falso castaño de California (Aesculus californica). Los efectos que produce su ingesta son: espasmos, dolor de estómago, diarrea, desorientación e incluso la muerte.
Se utiliza en microbiología para preparar un medio de cultivo para bacterias que se llama agar bilis esculina.